# Danzantes de Levanto
Danzantes de Levanto es un baile folklórico típico de la región Amazonas en Perú.

## Descripción
Levanto es un pequeño pueblo ubicado a aproximadamente 10 km de Chachapoyas, cuyos "bailarines" forman un vistoso grupo de trece cholos, muy bien entrenados, que son guiados por un "pifiador" (persona que silba) que toca la antara y un pequeño tambor llamado tinya simultáneamente. 
Los danzantes llevan camisa blanca de mangas anchas y largas, chaleco negro adornado con cintas rojas y pantalón negro. También llevan una corona de vistosas plumas de pavo real. Su presencia es importante en todas las grandes celebraciones de la región.
Otros bailes conocidos que se realizan en diversas localidades son: 
- la "Conchiperla", en la que el hombre le da un pañuelo a su compañero manteniendo una rodilla en el suelo y si no lo hace, se debe beber un vaso de licor en castigo,[3]
- el "Trapichillo", bailado por cuatro parejas agarradas de la mano derecha y girando de derecha a izquierda,
- la "Quinsamana", en la que se mezclan insultos y cumplidos.